# Ny Kirke

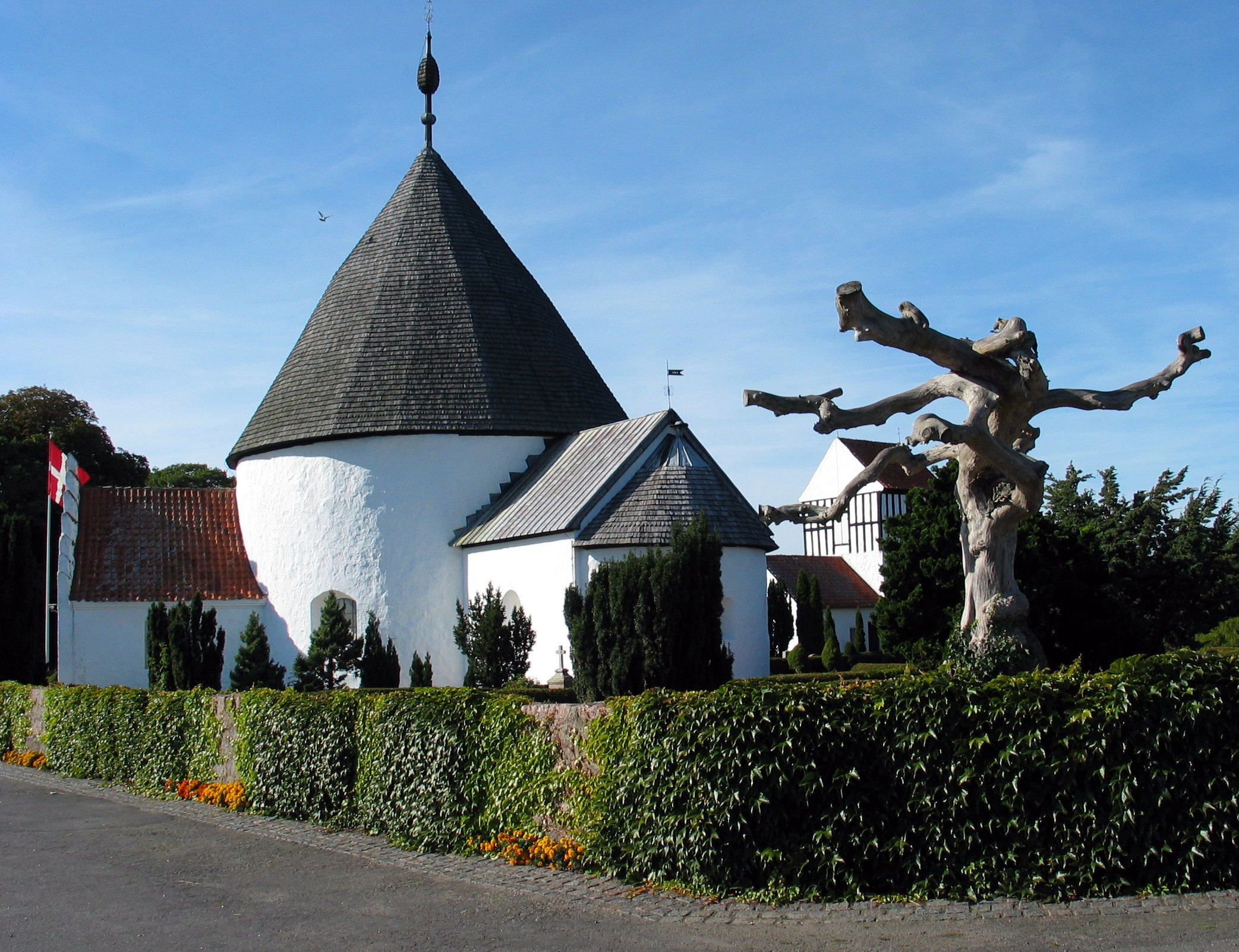
Ny Kirke

Ny Kirke är en rundkyrka i Nyker Sogn (Nykers socken) på Bornholm i Köpenhamns stift.

## Kyrkobyggnaden
Den är den minsta av Bornholms fyra rundkyrkor och anses ha uppförts under 1200-talet. Kyrkan anses ha använts i försvarssyfte, men Ny Kirke är den av de fyra som bär minst spår av att ha använts för detta ändamål. Det finns bland annat inga skottglugg, som på den största av Bornholms rundkyrkor, Østerlars Kirke.
Vapenhuset är yngre än kyrkan men härstammar från medeltiden.

## Inventarier
Dopfunten i senromansk stil är tillverkad av grå kalksten och importerad från Gotland. En ljuskrona är från 1594. Predikstolen är från början av 1600-talet. Av tornets kyrkklockor är lillklockan från 1639 och storklockan från 1725.